# Stråtak

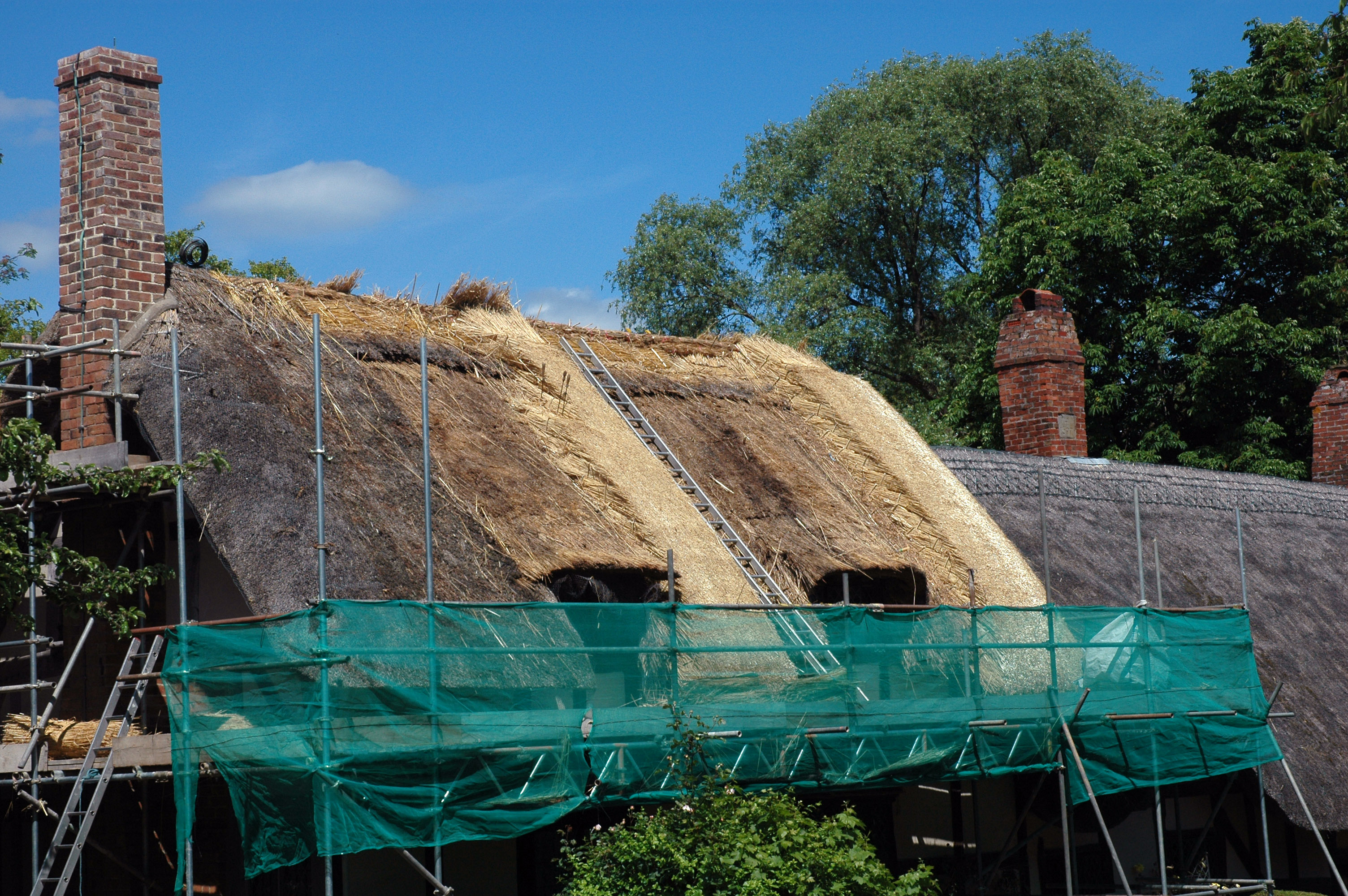
Läggning av stråtak.

Stråtak (eller halmtak / vasstak) är en form av yttertak med strå av halm, råg eller vass som täckmaterial. Det är troligtvis den äldsta typen av takbeläggning och används såväl i tropiska som tempererade områden. Det förekommer på alla kontinenter utom Antarktis. Kunskapen att lägga stråtak har gått i arv från generation till generation sedan förhistorisk tid. Läggning av stråtak sker efter samma princip men kan ha regionala variationer i utseende eller byggnadstyp. Det förekommer fortfarande i utvecklingsländer på grund av den låga kostnaden det innebär att använda den lokala vegetationen.

## Egenskaper och teknik

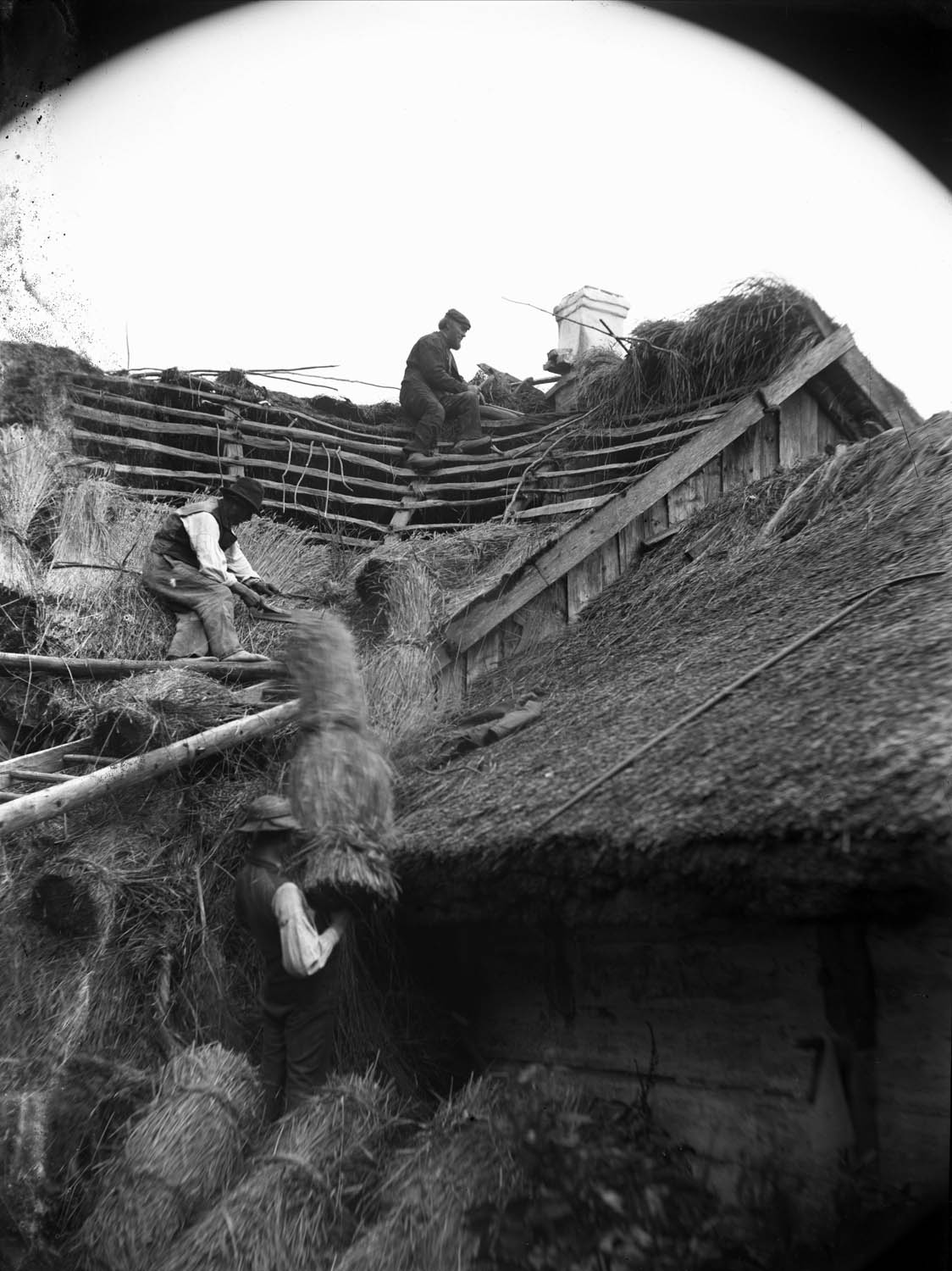
Halmtaksläggning i Halland cirka 1880.

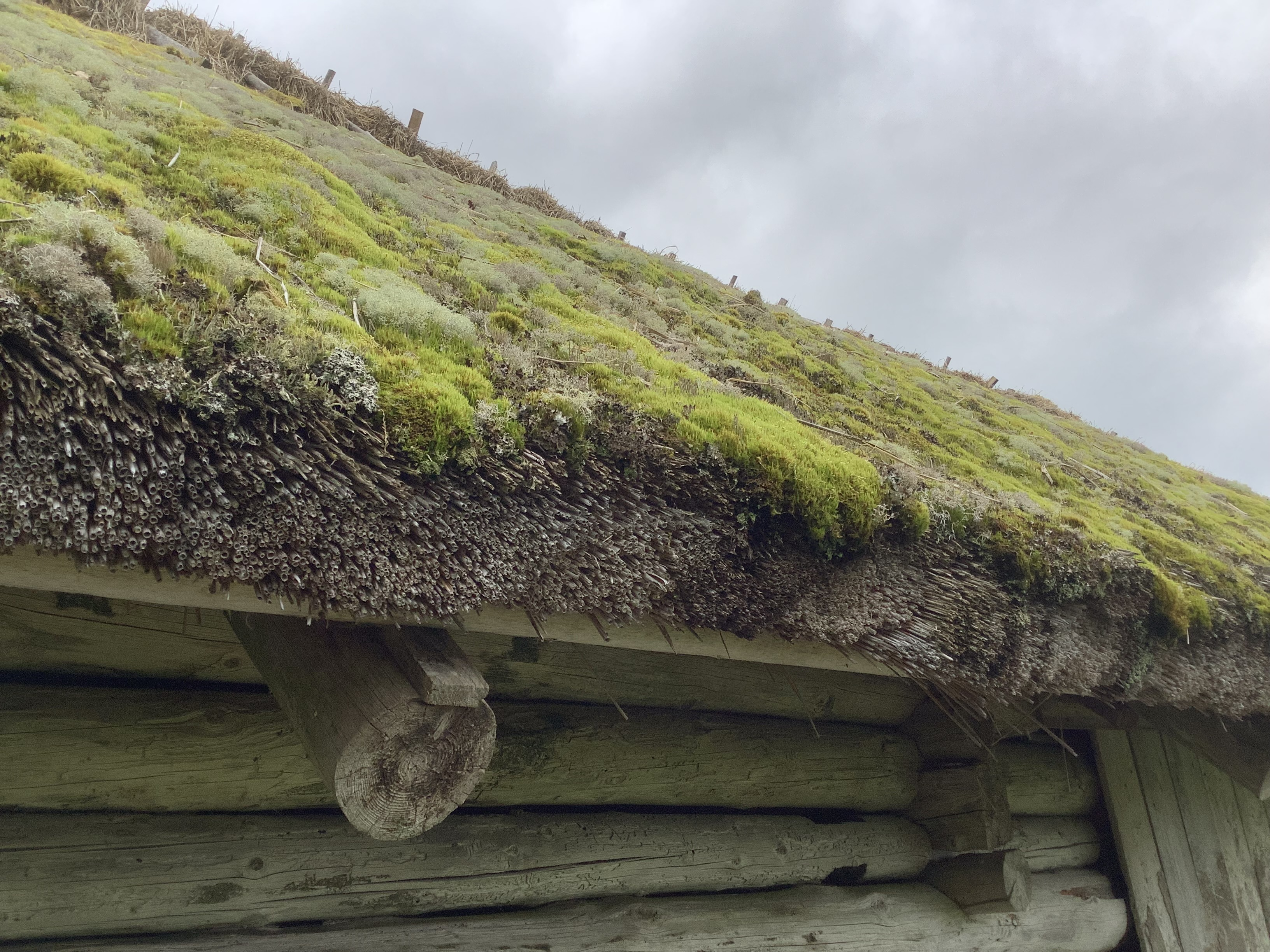
Vasstak på en ladugårdslänga tillhörande gården Granbacken i Gestads socken i Vänersborgs kommun i Dalsland.

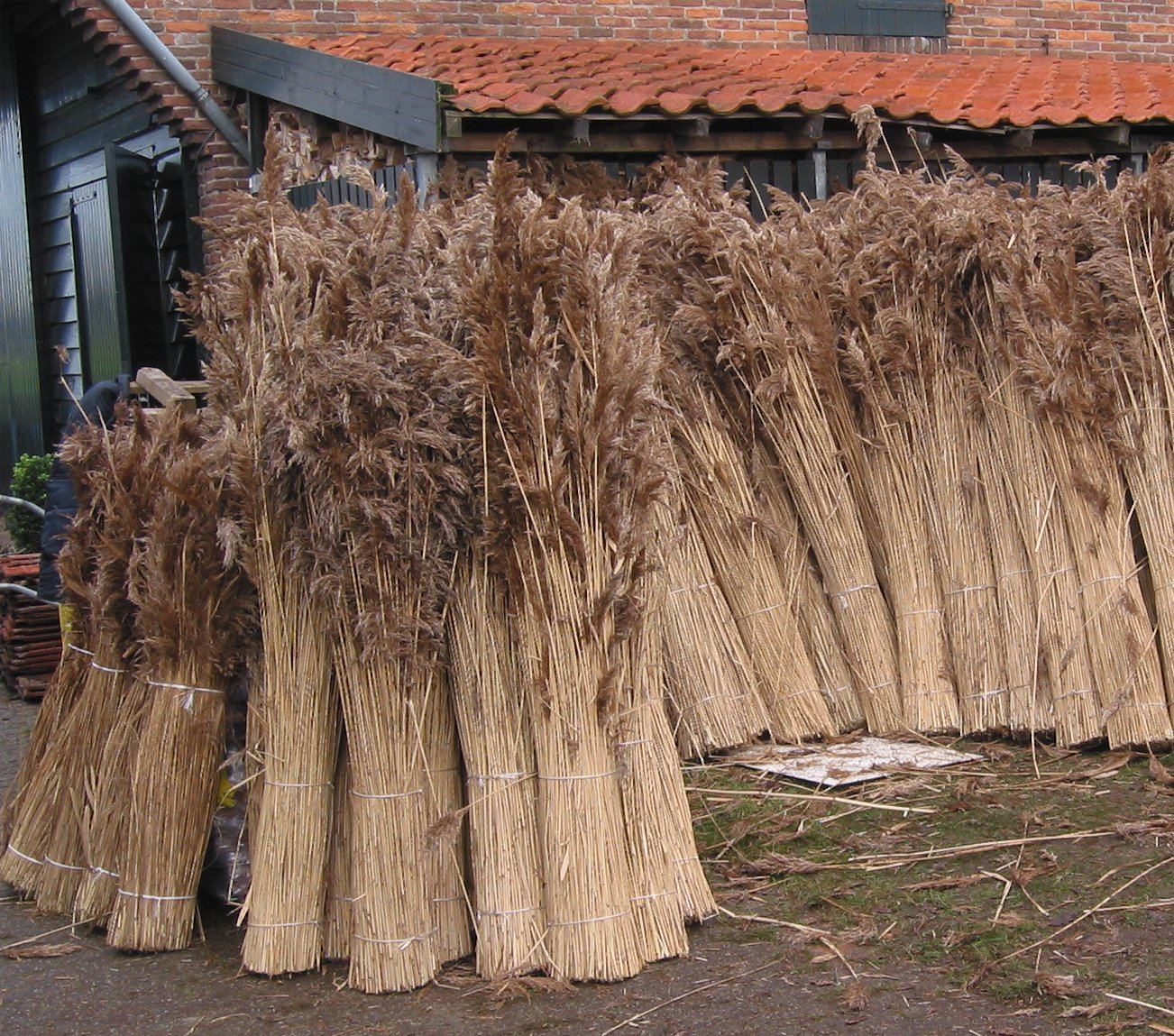
Vass för takläggning.

I historisk tid förekommer tre olika typer av halmtak i Sverige: sydsvenska halmtak, mellansvenska halmtak och nordsvenska halmtak.
Det sydsvenska halmtaket, som förekommer i Skåne, Blekinge, Halland, södra Bohuslän, sydöstra Västergötland och södra Småland, är av samma slag som de tak som förekommer i Danmark och Tyskland. Här binds halmen vid slanor och läkt som vilar på takens åsar. Typen har tidigare inte förekommit så långt norrut, utan spreds ännu i slutet av 1800-talet till de nordligare trakterna av detta område på det mellansvenska halmtakets bekostnad.
På det mellansvenska halmtaket, som förekommer norr om det sydsvenska halmtaket upp till en linje från norra Bohuslän, Vänerns norra strand, i hela Örebro län och Västmanland, och sedan i Uppland frånräknat de nordligaste delarna och i ett område efter kusten ned till Norrtälje, hålls halmen på plats genom "hång" eller "hängslor", stänger som sammanknäppts över ryggåsen och nedtill fastsätts med en horisontellt liggande stång.
Det nordsvenska halmtaket förekommer i Värmland, Södra Dalarna, Gästrikland och norra Uppland. Här placeras halmen ovanpå ett lager liggande stänger, "reglarna" och hålls därefter på plats av ett annat lager liggande stänger, "bindstängerna". Ovanpå dessa placeras ett par tvärstänger, "ryttarna" att hålla stängerna på plats. I gavlarna och ibland i ryttarna tappas uppstående pinnar in, för att hålla bindstängerna på plats.
I Skandinavien var vass det tidigaste taktäckningsmaterialet. Odling av råg började först i tidig medeltid. Vasstak hade den största utbredningen vid kuster och sjöar medan halmtak förekom mest i jordbruksbygder. Stråtak har en god isoleringsförmåga mot kyla och värme. Stråtak bör läggas på tak som har en lutning av minst 45 grader för att få en bra avrinning, ju större lutning desto bättre livslängd på det lagda taket. Buntar med halm läggs flera lager över varandra med rotändan nedåt och förskjutning samt binds på slanor eller läkt som vilar på takets åsar. En vanlig tjocklek är cirka 60 centimeter. Vass läggs däremot i ett lager.
Livslängden utan reparation för stråtak kan vara olika för halm och vass, normalt utan reparation 25 till 40 år för halm; för vass kan den uppgå till 70 år vid gynnsamma förhållanden – torrt klimat, brant taklutning, yrkesskicklighet och gott material. Om tak av råghalm har en kortare livslängd så ger de å andra sidan ett tätare tak eftersom dess strån är tunnare. Råghalm skördas av höstsådd säd för hand med lie eller med självbindare som binder kärvar. Vass skördas bäst på vintern i låglänta landområden med maskiner, buntas och levereras till hantverkaren.
Byggnader med stråtak fattar inte eld oftare än hus med tak av "hårt material". Däremot är det svårare att släcka elden på ett stråtak, om den väl fått fäste. Gamla byggnader har ofta dåliga skorstenar. Försäkringspremierna är högre för halmtak eftersom skadorna blir större om en brand bryter ut och det är dyrare att ersätta ett stråtak än ett standardtak. Att impregnera stråtaket med flamskyddsmedel kan hjälpa mot antändning och förhindra en snabb brandutveckling. De flesta bränder på stråtak börjar dock inte på ytan, då denna ofta är fuktig (särskilt i Storbritannien) utan i halmen kring skorstenen eller inifrån byggnaden.

## Stråtak idag och förr
Valet av taktäckningsmaterial har genom generationer varit lokalt bundet. Stråtak av vass läggs fortfarande i stor omfattning i flera länder runt södra Östersjön och Nordsjön vid nybyggen och restaurering av äldre byggnader, och även ljung har varit ett material som har använts till taktäckning under tidigare århundraden. På Öland och Gotland har man använt ag som är ett vassliknande gräs.  
I andra länder väljer rikare personer denna taktyp för att ge huset ett rustikt, gammaldags utseende. Det finns fler hus med stråtak i Storbritannien än i något annat europeiskt land. Där kommer till exempel halmen numera från specialistodlare. 
Ursprungligen lade man bara på ett nytt lager av strå över det slitna lagret, vilket har lett till att det på mycket gamla byggnader finns två meter tjocka lager, där de inre lagren är så gamla som över 600 år.

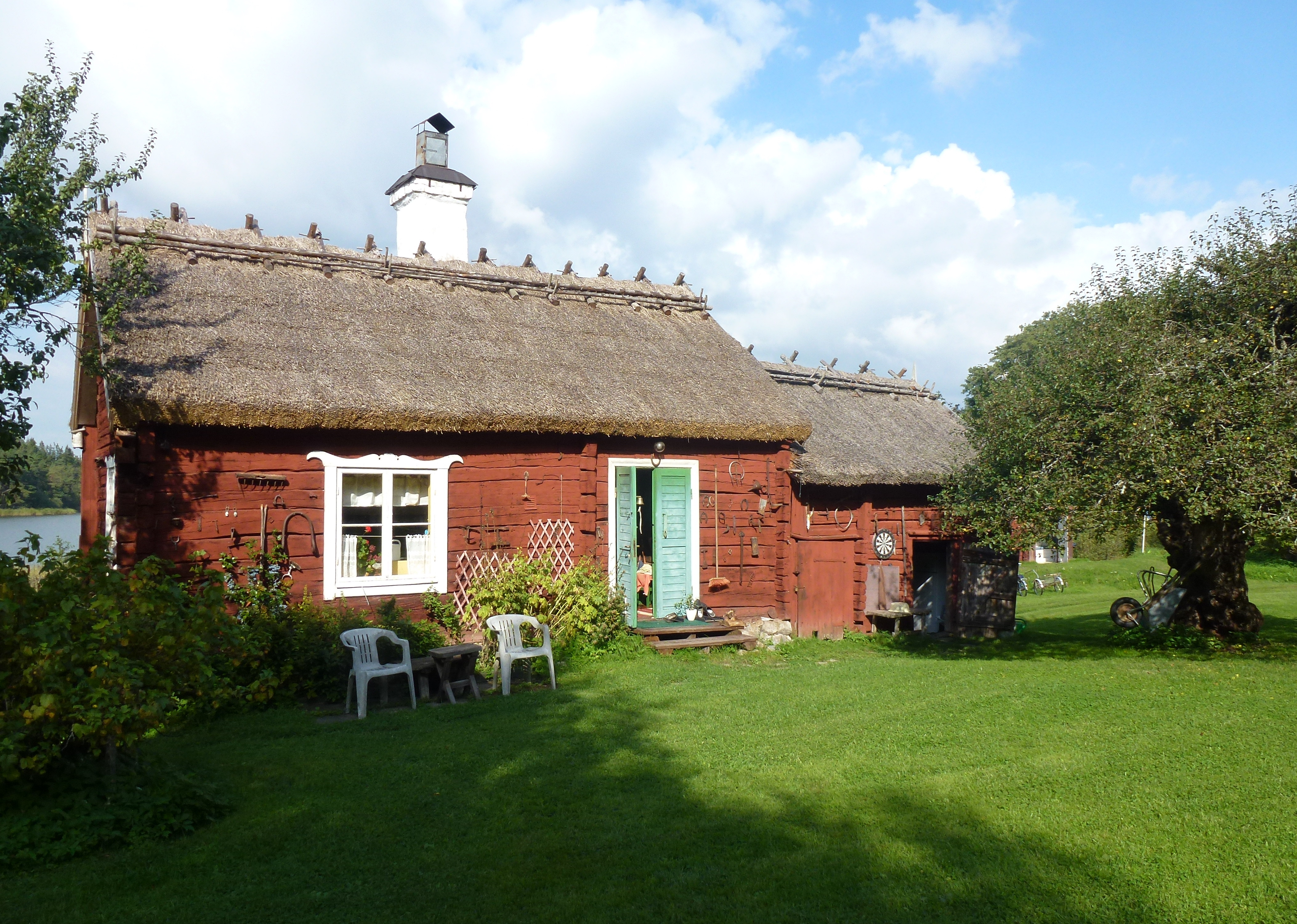
Fiskartorpet i Ekerö kommun med nylagt stråtak av mellansvensk typ, september 2014.
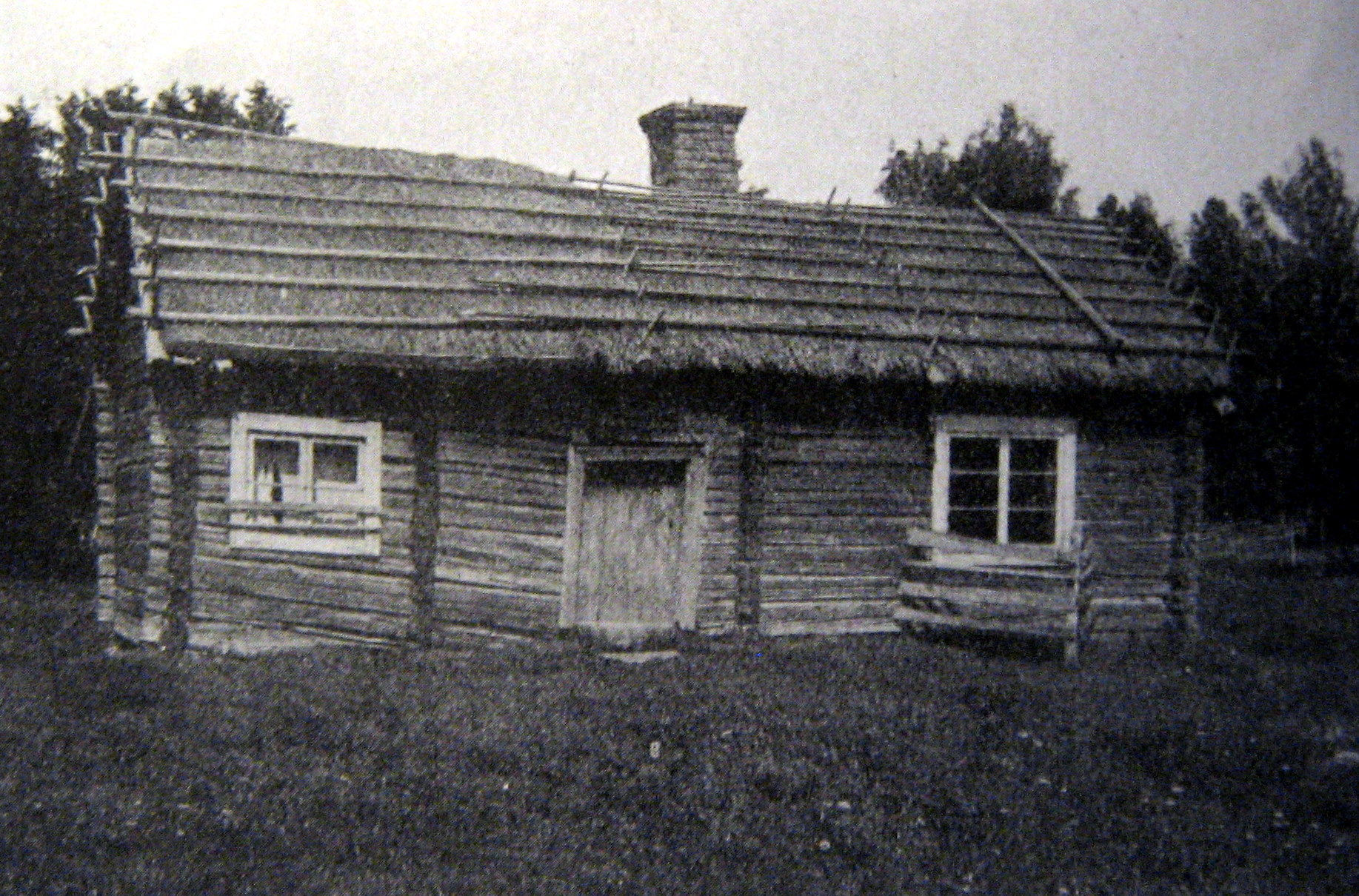
Halmtak av nordsvensk typ på hus i Tobo, Östervåla socken.
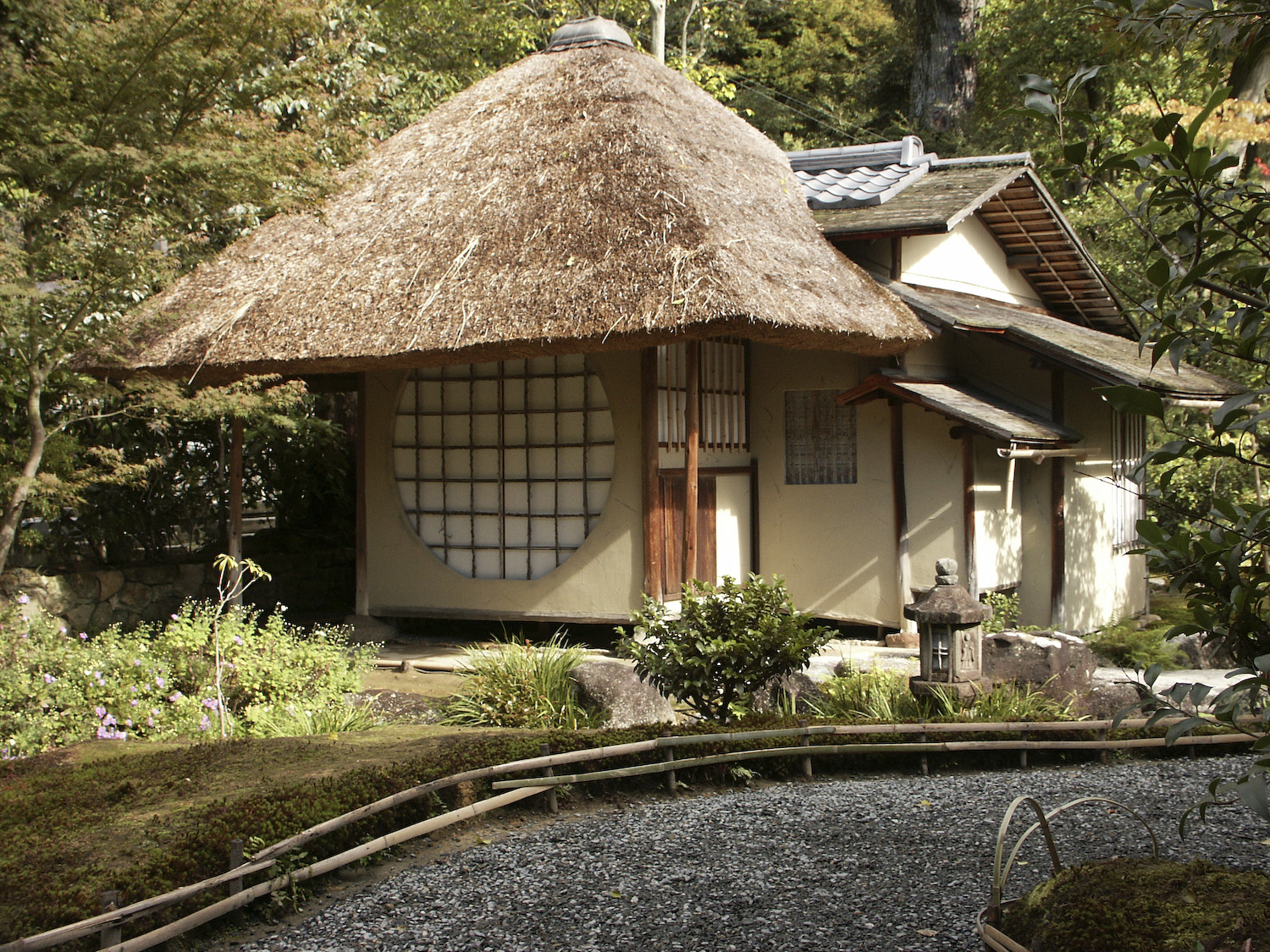
Japanskt tehus med stråtak.
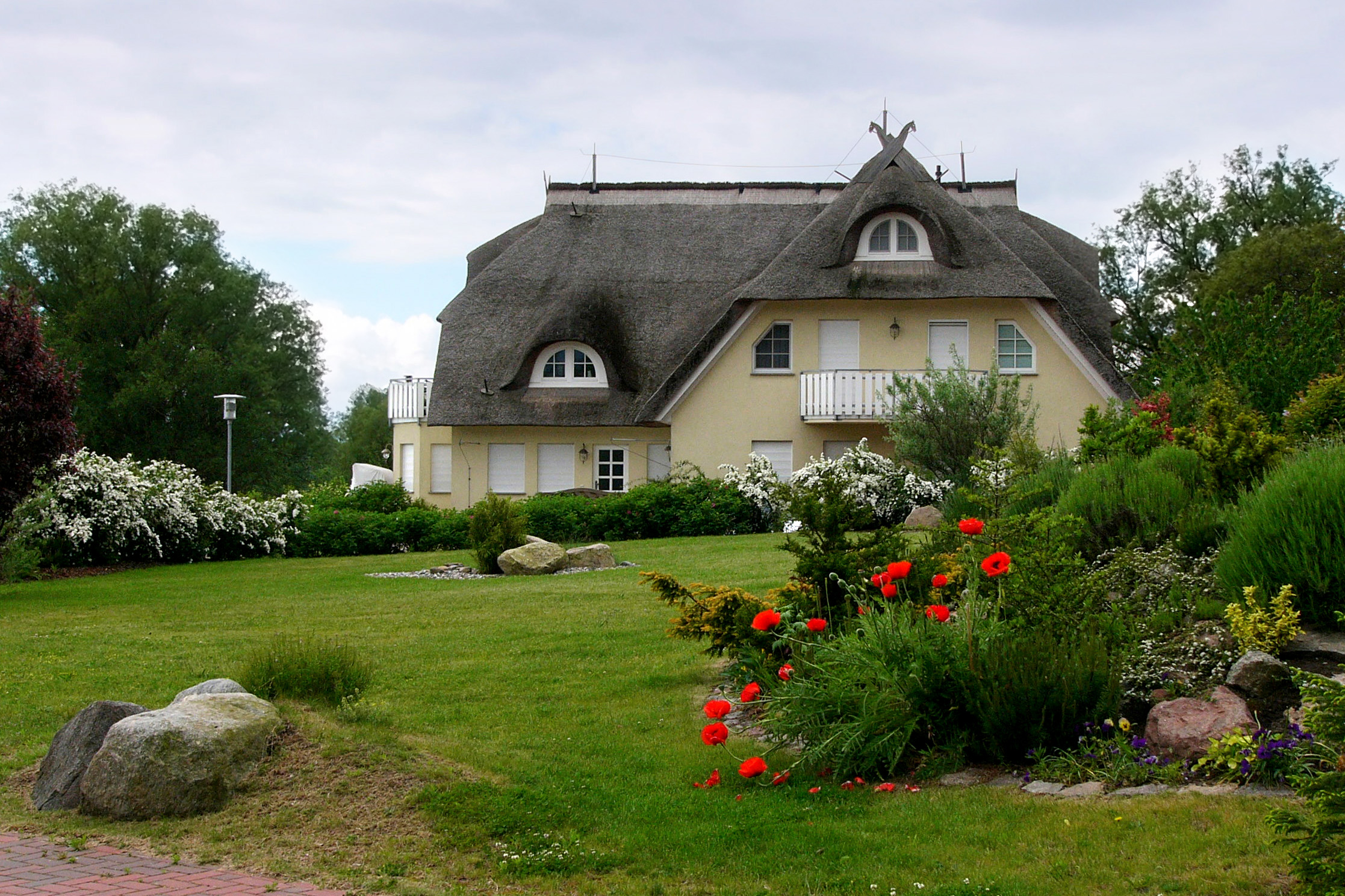
Hus med vasstak på Tyska halvön Fischland.
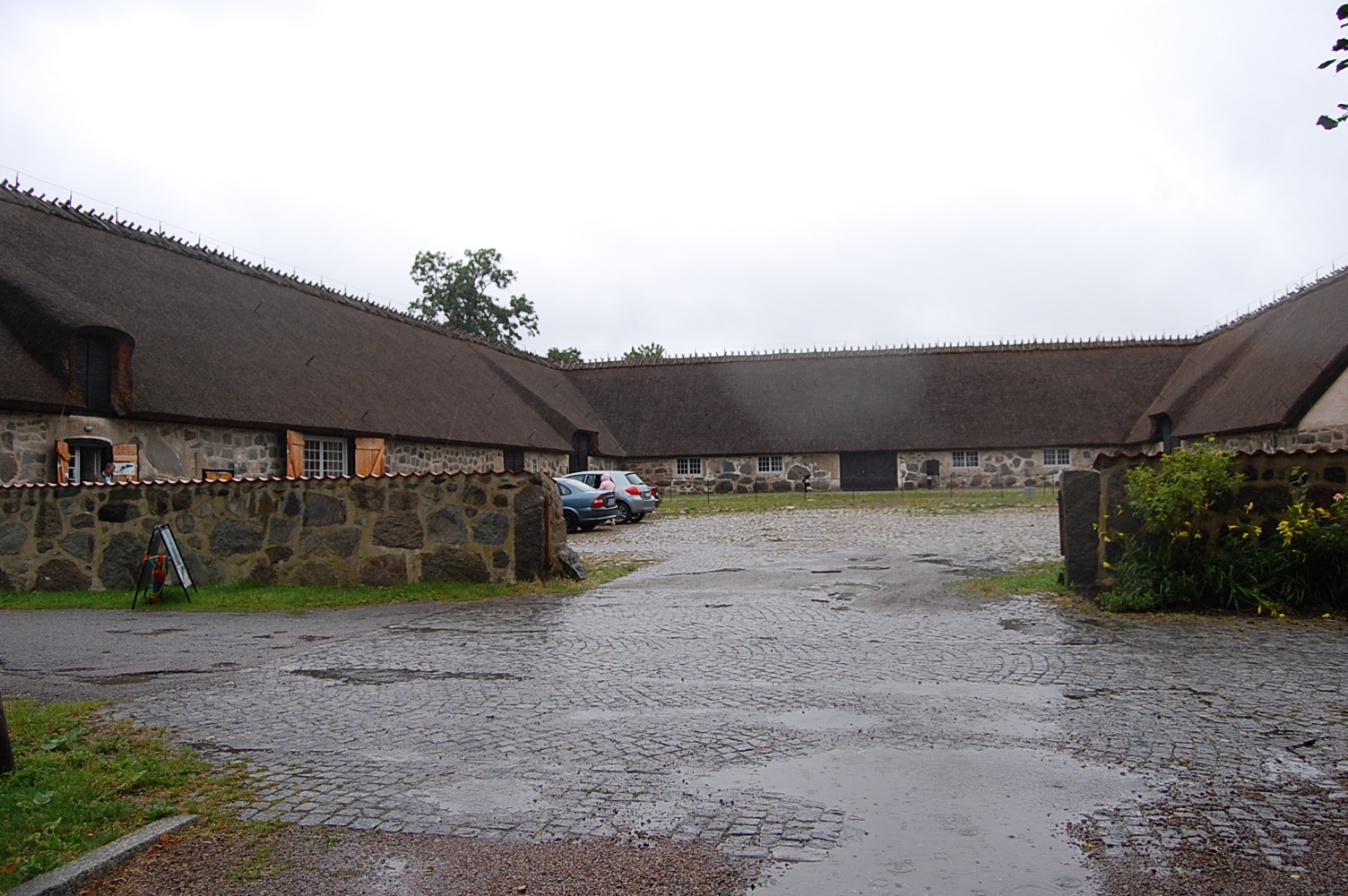
Sölvesborgs slottslängor med vasstak lagt under 2000-talet